# Eleven Sports (Brasil)
Eleven Sports es una plataforma de Streaming que ofrece transmisiones en vivo y bajo demanda de partidos de fútbol y jugadas de todo el mundo. La startup, con sede en Zurich, Suiza, fue fundada en 2014 por los hermanos portugueses João Presa y Pedro Presa, y el servicio entró en funcionamiento el año siguiente. La empresa se especializa en contenido "Larga cola" (fuera de la corriente principal), ya que proporciona su plataforma y canales para que los clubes, ligas y federaciones muestren su propio contenido, incluida la transmisión en vivo únicamente usando un teléfono celular.  
Entre sus clientes o socios se incluyen la Asociación Canadiense de Fútbol (CSA), Federación de Fútbol de Jordania (JFA), Asociación de Fútbol de Indonesia (PSSI), Campeonato de Fútbol ´femenino de Japón, Fluminense Football Club, Asociación de Fútbol de Singapur (FAS), Confederação Asiática de Futebol (AFC), Confederación Asiática de Fútbol (AFC) Federación de Fútbol de Bután (BFF), Federación de Fútbol de Irán (FFIRI), ADO Den Haag, ADO Den Haag, Federación de Fútbol de Estados Unidos (USSF), [28] Asociación de Fútbol de Tailandia (FAT), Confederación Brasileña de Fútbol (CBF), Confederación de Fútbol de Oceanía, Federación de Fútbol de Líbano (LFA), Fútbol femenino de los Estados Unidos (UWS) y Beach Soccer Worldwide (BSWW).
Según la compañía, a partir de su asociación inaugural con el Zürich femenino, MyCujoo pasó de 56 partidos en 2015 a más de 300 a fines del primer trimestre de 2017, y a fines de año aproximadamente 4.200 partidos fueron transmitidos desde 60 países, con aproximadamente 40 millones de espectadores. Desde que se lanzó su asociación con la AFC en 2016, se han celebrado 1.544 partidos en los territorios de las asociaciones miembro de la AFC, llegando a casi 19 millones de espectadores en más de 122 países. [41] En octubre de 2018, la empresa fue objeto de un documental de Amazon Studios, y en noviembre de 2018 el Financial Times la describió como uno de los 100 "campeones digitales de Europa".
En enero de 2019, se anunció que MyCujoo había celebrado un contrato de cinco años con la Federación Internacional de Hockey (FIH) para proporcionar un servicio over-the-top (OTT), que había sido objeto de Inversión de Sapphire Ventures.
El 9 de noviembre de 2020 se anunció que la plataforma MyCujoo fue adquirida por Eleven Sports, la compra es parte de un nuevo proyecto del operador del canal deportivo, denominado Eleven 2.0. En 2021, la transmisión se llama oficialmente Eleven Sports.

## Eventos transmitidos

### Fútbol
1. Liga de Campeones de la OFC
2. Primera División de Chipre
3. Divizia A (Moldavia)
4. Campeonato de fútbol femenino de Dinamarca
5. Campeonato de fútbol femenino de Suiza
6. Liga Timbú
7. Liga de fútbol de Guam
8. Liga Premier de Laos
9. Liga de Fútbol de Nepal
10. Liga de Fútbol de Mongolia
11. Liga Nacional de Birmania
12. Liga de fútbol de Tayikistán
13. Super Liga de Uzbekistán
14. National Independent Soccer Association
15. Campeonato Brasileño de Serie C[35]
16. Campeonato Brasileño de Serie D[36]
17. Campeonato Brasileño de Fútbol Femenino
18. Campeonato Brasileño de fútbol femenino - Serie A2
19. Campeonato Acreano
20. Campeonato Amapaense
21. Campeonato Capixaba
22. Campeonato Mineiro de Segunda División
23. Campeonato Paulista Série A3[37]
24. Campeonato Paulista de Segunda División
25. Campeonato Piauiense
26. Campeonato Rondoniense[38][39]
27. Campeonato Sul-Matogrossense
28. Campeonato Mineiro femenino
29. Campeonato Paulista femenino
30. Copa Paulista[40]
31. Copa FGF
32. Copa Espírito Santo
33. Campeonato Brasileño de fútbol de Aspirantes
34. Campeonato Brasileño Sub-20
35. Campeonato Brasileño Sub-17
36. Copa São Paulo de Futebol Júnior[41]
37. Campeonato Acreano Sub-20
38. Campeonato Alagoano Sub-20
39. Campeonato Mineiro Sub-20
40. Campeonato Catarinense Sub-20
41. Campeonato Pernambucano Sub-20
42. Campeonato Potiguar Sub-19
43. Campeonato Amapaense Sub-17
44. Campeonato Capixaba Sub-17
45. Campeonato Piauiense Sub-17
46. Campeonato Sul-Matogrossense Sub-17
47. Campeonato Brasileño de Fútbol Femenino Sub-18

### eSports
1. E-Brasileirão

### Fútbol playa
1. Mundialito de Clubes de Fútbol Playa
2. Euro Beach Soccer League
3. Euro Winners Cup
4. Euro Winners Cup femenina de Fútbol Playa

### Hockey sobre césped
1. Hockey Pro League